# Bernhard Heiliger
Bernhard Heiliger, né le 11 novembre 1915 à Stettin et mort le 25 octobre 1995 à Berlin, est un sculpteur allemand.

## Galerie

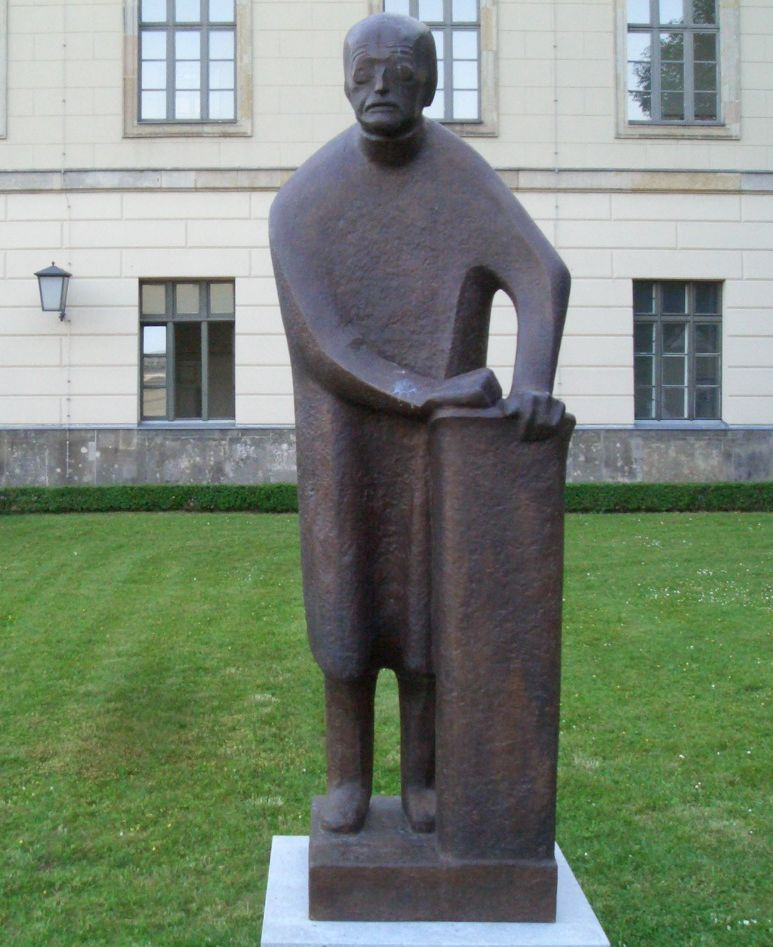
Max Planck, 1949.
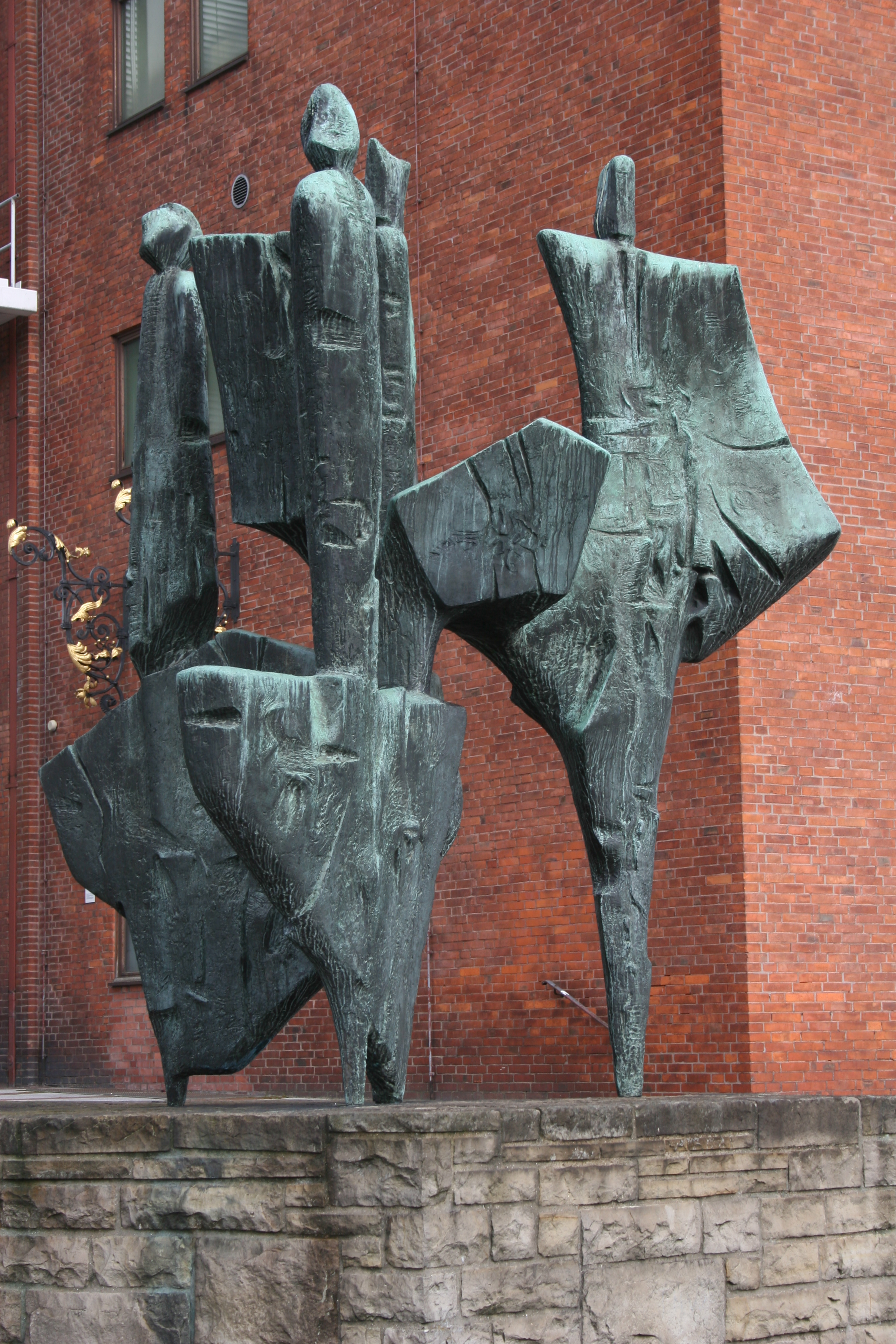
Die Fünfer Kontinenten, 1961.
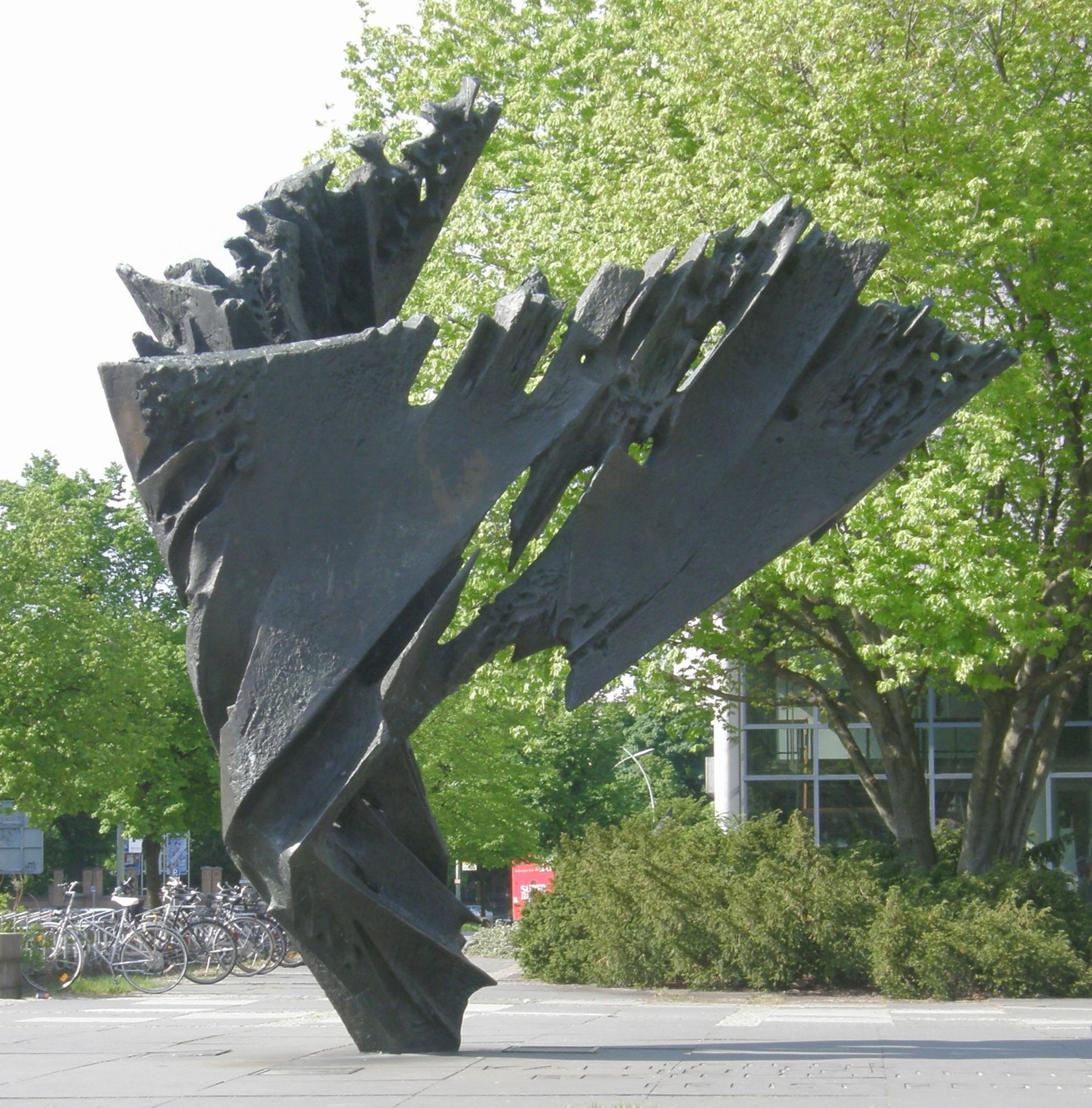
Die Flamme, 1963.
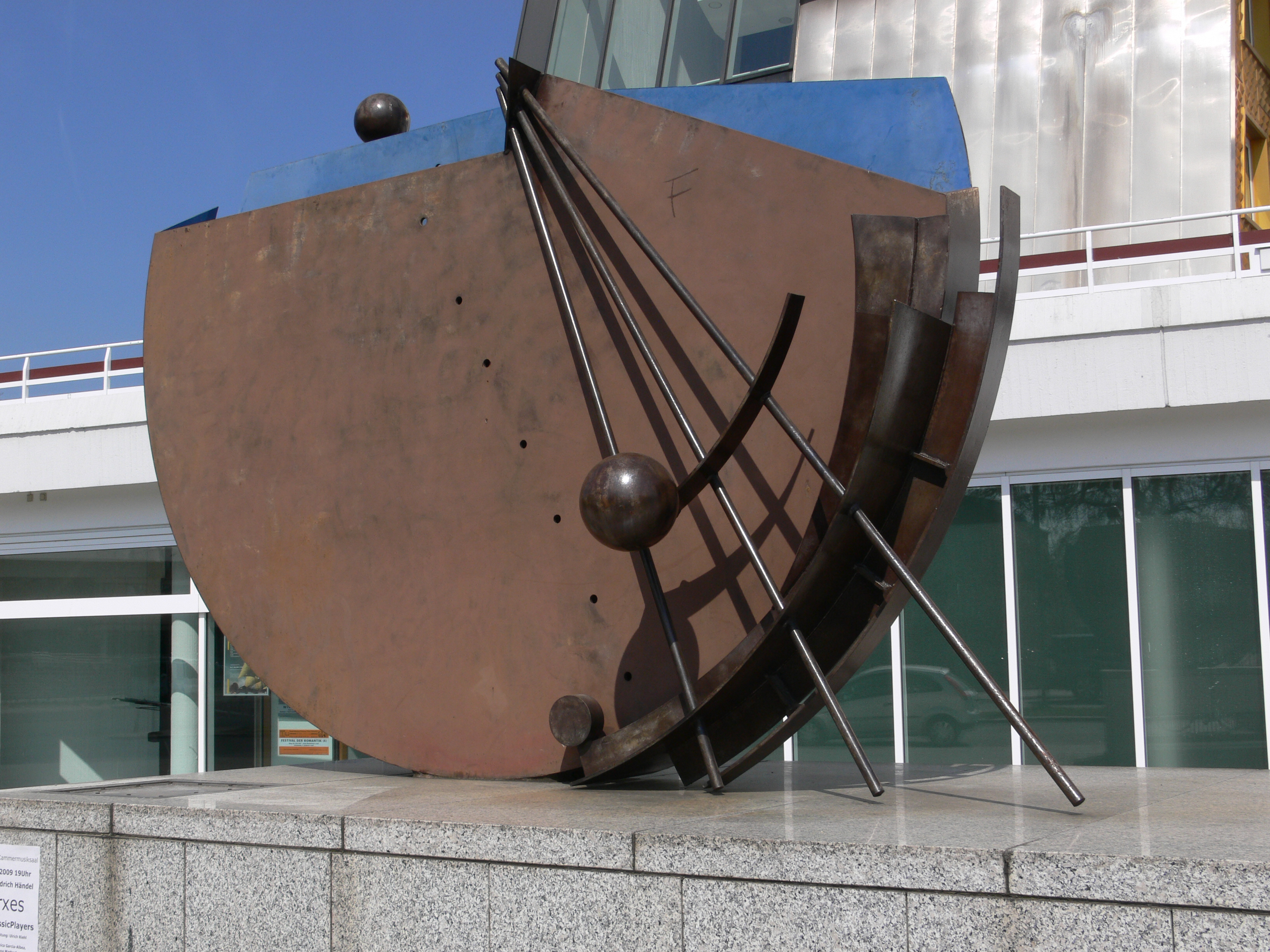
Echo I, 1987.
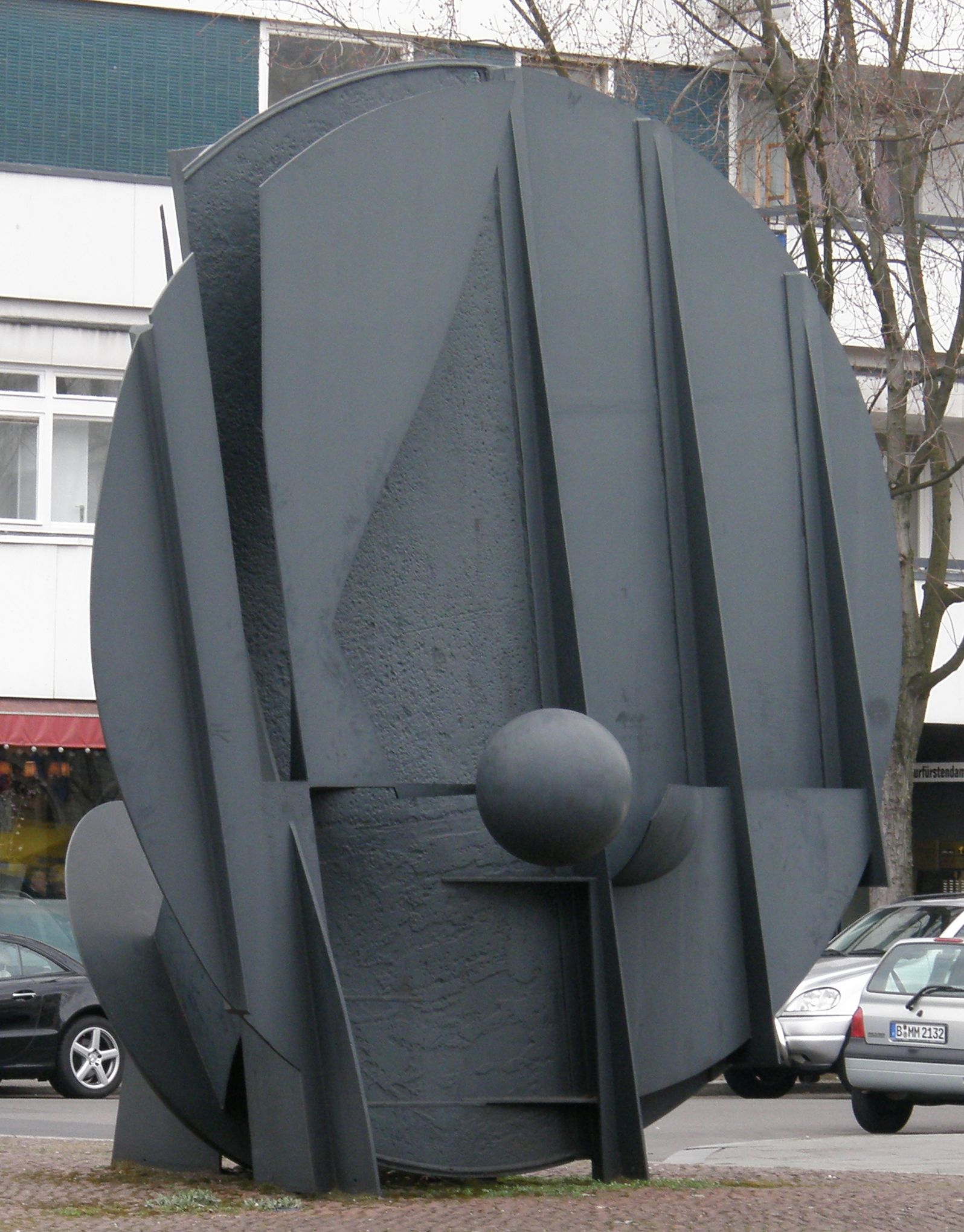
Auge der Nemesis, 1989.

## Distinctions
- : Commandeur de l'ordre du Mérite de la République fédérale d'Allemagne